# Borcut, Rahău
Borcut (în ucraineană Кваси, Kvasî) este localitatea de reședință a comunei Borcut din raionul Rahău, regiunea Transcarpatia, Ucraina.

## Demografie
Componența lingvistică a localității Borcut
     Ucraineană (99,67%)
     Alte limbi (0,23%)
Conform recensământului din 2001, majoritatea populației localității Borcut era vorbitoare de ucraineană (99,67%), existând în minoritate și vorbitori de alte limbi.